# Chalys d'Harlem
Chalys d’Harlem, est un roman de Lamine Diakhaté paru en 1978 aux Nouvelles Editions Africaines,,. L’œuvre reçoit le grand prix littéraire d’Afrique noire en 1979.